# Krzysztof Popiołek
Krzysztof Andrzej Popiołek (ur. 16 lutego 1956 w Babulach) – polski polityk i samorządowiec, poseł na Sejm VI i VII kadencji.

## Życiorys
Ukończył w 1982 studia na Wydziale Elektrotechniki, Automatyki i Elektroniki Akademii Górniczo-Hutniczej w Krakowie. Pracował w PZL Mielec i „Polgazie” w Mielcu, w którym był m.in. zastępcą przewodniczącego komisji zakładowej „Solidarności”.
Przez kilka kadencji zasiadał w mieleckiej radzie miejskiej. Zajmował stanowisko zastępcy prezydenta miasta w latach 1994–1998 i 2006–2007. Należał do Porozumienia Centrum, a następnie przystąpił do Prawa i Sprawiedliwości, obejmując w tej partii funkcję pełnomocnika na powiat mielecki.
W wyborach parlamentarnych w 2005 bez powodzenia kandydował do Sejmu V kadencji w okręgu rzeszowskim. W wyborach parlamentarnych w 2007 w tym samym okręgu został wybrany na posła VI kadencji Sejmu, otrzymując 13 467 głosów. W wyborach w 2011 z powodzeniem ubiegał się o reelekcję, dostał 12 755 głosów. W marcu 2014 został zawieszony w prawach członka PiS. Pół roku później znalazł się poza ugrupowaniem. W listopadzie tego samego roku bez powodzenia ubiegał się o urząd prezydenta Mielca, powołując komitet Prawda i Sprawiedliwość Mielec (w 2006 i w 2010 kandydował na to stanowisko z rekomendacji PiS). W tymże miesiącu dołączył do klubu parlamentarnego Sprawiedliwa Polska, od marca 2015 działającego pod nazwą Zjednoczona Prawica. W wyborach parlamentarnych w 2015 nie ubiegał się o reelekcję.